# Hans Lukaschek
Hans Lukaschek (Breslau, 22 maart 1885 – Freiburg im Breisgau, 26 januari 1960) was een Duits politicus en verzetsstrijder in de Tweede Wereldoorlog. Hij was van 1949 tot 1953 minister van Vluchtelingenzaken in de regering van bondskanselier Konrad Adenauer.

## Levensloop

### Vroege jaren
Lukaschek was de zoon van een basisschoolleraar. Van 1906 tot 1914 studeerde en promoveerde hij in de rechten. Lukaschek wekte in verschillende overheidsfuncties voordat hij in 1916 burgemeester werd van Rybnik. In 1919 werd hij tevens landrat (hoofdbestuurder) van het gelijknamige district.

### Tegen de Poolse invloed in Silezië
Na de Eerste Wereldoorlog werd Duitsland door de overwinnaars gedwongen om grondgebied af te staan. In Opper-Silezië woonde Duitsers en Polen door elkaar heen, waardoor er in 1921 een referendum gehouden werd, waarbij bijna zestig procent van de stemmers koos voor aansluiting bij Duitsland. Uiteindelijk besloten de geallieerden dat het oostelijk deel van Opper-Silezië bij Polen gevoegd werd. Rybnik werd bij Polen gevoegd waardoor Lukaschek moest opstappen als burgemeester.
Lukaschek gaf vanaf 1919 al leiding aan een comité dat zich hard maakte voor het aansluiting houden bij Duitsland. Na 1921 bleef hij in het Poolse deel van Silezië, officieel als deel van een gezamenlijke Pools-Duitse commissie die onderdeel was van de Volkenbond. In het geheim werd Lukaschek door de Duitse staat gefinancierd om een spionnennetwerk op te zetten Pools-Silezië. In 1926 kwam dit naar buiten waarop de Poolse minister van Buitenlandse Zaken August Zaleski om Lukascheks ontslag vroeg. Lukaschek hield de eer aan zichzelf en stapte op.
In 1927 werd Lukaschek burgemeester van het stadje Hindenburg. Van 1929 tot 1933 was Lukaschek president van de Pruisische provincie Opper-Silezië. In die rol  werkte hij de Poolse minderheid tegen. Zo weigerde hij toestemming voor een Pools gymnasium in Bytom, omdat het een bedreiging zou zijn voor de Duitse belangen. Toenaderingspogingen van Poolse en Duitse Katholieke en pacifistische groepen tot elkaar probeerde hij te verhinderen.

### Tweede Wereldoorlog
Na de machtsovername door de nazi's in januari 1933 liet Lukaschek hakenkruisvlaggen van overheidsgebouwen verwijderen. Op 19 mei 1933 werd hij ontslagen door de Pruisische premier Hermann Göring nadat geweigerd had de katholieke organisatie Volksstimme te verbieden.
Lukaschek werkte van 1933 tot 1944 als advocaat in Breslau. In 1938 kwam hij via zijn vriend Paulus van Husen in contact met de Kreisauer Kreis, een verzetsgroep die onder leiding stond van Helmuth James von Moltke. De groep bestond voornamelijk uit conservatieve intellectuelen en moesten weinig hebben van Hitlers imperialisme en antisemitisme. De groep had nauwe contacten met de groep rond Claus Graf Schenk von Stauffenberg die op 20 juli 1944 achter de mislukte aanslag op Hitler zat.
Lukaschek had weet van de aanslag en was in het schaduwkabinet dat na coup moest aantreden aangewezen als politiek vertegenwoordiger voor het militaire district Breslau. Direct na de aanslag werd Lukaschek gearresteerd. Tijdens een proces op 22 april 1945 voor het Volksgerichtshof werd Lukaschek vrijgesproken. Eerdere verklaringen trok hij in met het argument dat deze onder marteling verkregen waren. Dezelfde dag mocht hij de gevangenis Moabit verlaten. Diezelfde avond trokken de eerste troepen van het Rode Leger Berlijn binnen.

### Minister van Vluchtelingenzaken in West-Duitsland
Na de oorlog sloot Lukaschek zich aan bij de CDU en was minister in deelstaat Thüringen, totdat hij door de Sovjet-Unie ontslagen werd. In 1947 vluchtte hij naar door de westelijke geallieerde bezettingszones in Duitsland. In 1947 tot 1948 was hij vicevoorzitter van het Hooggerechtshof in de Britse en Amerikaanse zone. Op voorspraak van Eugen Gerstenmaier nam bondskanselier Konrad Adenauer Lukaschek op als minister voor Vluchtelingenzaken in zijn eerste kabinet. In die functie kreeg Lukascheck niet alleen te maken met de  Duitsers die aan het einde van de oorlog waren verdreven uit Duitse provincies in het oosten die door Polen en de Sovjet-Unie waren geannexeerd. Ook de vele vluchtelingen uit Oost-Duitsland gaf hem hoofdbrekens. In 1952 zei Lukaschek in een toespraak dat alle voormalige Duitse oostelijke gebieden "inclusief deze die bezet worden door Tsjecho-Slowakije opnieuw Duits zullen worden".
Lukascheks inzet kon niet rekenen op veel waarderingen onder de ontheemde groep Duitsers. Dat was genoeg reden voor Adenauer op Lukaschek niet op te nemen in zijn tweede kabinet in 1953.
- Bibliothèque nationale de France: cb13753085r (data)
- Gemeinsame Normdatei: 122093038
- International Standard Name Identifier: 0000 0000 6135 3038
- Library of Congress Control Number: no92027052
- Nationale Bibliotheek van Polen: a0000002910472
- Nederlandse Thesaurus van Auteursnamen: 070125147
- Système universitaire de documentation: 102397023
- Virtual International Authority File: 15643017
- WorldCat: E39PBJyGWpMCr8yTGJkPhhF9Xd